# 최전선 (웹사이트)
《최전선》(일본어: 最前線, 사이젠센)은 일본의 출판사 고단샤의 자회사인 세이카이샤(星海社, 성해사)가 2010년 9월 15일에 개설한 웹사이트이다. 신작 소설과 만화 등을 무료로 공개하고 있다.

## 소설
목록의 순서는 “작품명 - 작가 / 삽화가”이다.
- 금색 눈과 철검 (金の瞳と鐵の劍) - 우로부치 겐[1] / 고우가 윤[2] (2010년 9월 15일 - )
- 성해대전 (星海大戰) - 모토나가 마사키 / moz (2010년 9월 15일 - )
- 사쿠라코 아토미카 (サクラコ・アトミカ) - 이누무라 코로쿠[3] / 가타야마 와카코 (2010년 가을 예정)[4]

## 만화
목록의 순서는 “작품명 - 그림 / 원작자”이다.
- 공의 경계 the Garden of sinners - 덴쿠 스피어 / 나스 기노코, 다케우치 다카시(캐릭터 디자인 원안) (2010년 9월 15일 - )
- 비실재 추리소녀 아야 (非實在推理少女あ〜や) - 시오미야 이루카 / 니시키 메가네 (2010년 9월 15일 - )
- 명탐정 키요시로 사건노트 망령은 밤을 떠돈다[5] - 하시이 치즈 / 하야미네 카오루[6] (2010년 9월 15일 - )

## 특별 기획
- 타케[7] 화랑 (2010년 9월 15일 - )
- 사카모토 마아야 만월 낭독관 (2010년 9월 23일 - )

## 같이 보기
- 파우스트 (문예지)
- 파우스트 노벨즈
- 고단샤 박스
- 파우스트 박스